# Landsberg (Saxe-Anhalt)
Pour les articles homonymes, voir Landsberg.
Landsberg est une ville de l'arrondissement de la Saale, dans le Land de Saxe-Anhalt, en Allemagne.

## Géographie
La ville est située dans la partie nord-est du bassin lipsien, au sein de la région lignitifère d'Allemagne centrale, près de la frontière avec le Land de Saxe. Le centre-ville se trouve à 19 kilomètres au nord-est de Halle-sur-Saale, à 25 kilomètres au nord-ouest de Leipzig, et à 15 kilomètres au sud-ouest de Bitterfeld-Wolfen.

### Quartiers
En plus du centre-ville, le territoire communal comprend 10 localités :
| - Braschwitz - Hohenthurm - Niemberg - Oppin | - Queis - Peißen - Reußen - Schwerz | - Sietzsch - Spickendorf |

### Transports
La commune est réliée aux lignes ferooviaires de Berlin à Halle, de Magdebourg à Leipzig et de Halle à Cottbus. 
La Bundesstraße 100 (Halle–Bitterfeld) traverse la ville.

## Histoire

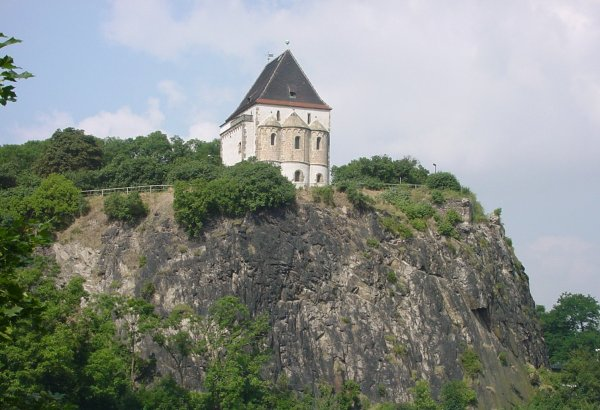
Ancienne chapelle castrale.

Le lieu fut mentionné pour la première fois sous le nom de civitas holm dans un acte de 961, promulgué par l'empereur Otton Ier. Situé à l'est de la Saale, le domaine faisait partie de la marche de l'Est saxonne, le futur margraviat de Lusace. Le château de Landsberg, construit vers 1174, fut le siège des margraves de Landsberg, Thierry II et ses successeurs issus de la maison de Wettin.

## Personnalités liées à la ville
- Carl Moritz von Beurmann (1802-1870), homme politique mort à Oppin ;
- Marianne Hapig (1894-1973), travailleuse sociale et résistante contre le nazisme, née à Hohenthurm ;
- Wilhelm Schmalz (1901-1983), général né à Reußen.